# Claudia Fernández
Claudia Fernández   (Montevideo, 22 de juny de 1976) és una hostessa de televisió, model i actriu uruguaiana, coneguda pel seu treball a l'Uruguai i a l'Argentina. Fernández també és emprenedora i empresària.

## Joventut i vida personal
Claudia Fabiana Fernández Viera va néixer el 22 de juny de 1976 al barri de Punta de Rieles-Bella Italia, a Montevideo (Uruguai), i va ser criada pel seu pare Fernando Fernández, mecànic, i els seus avis paterns, Irma i Juan Antonio Fernández. Claudia va assistir a dues escoles de monges: el Col·legi Sagrado Corazón de Jesús i el Liceo Vedrana. Posteriorment, va estudiar a l'Institut uruguaià d'alta moda, fent la carrera de vestuari i dissenyadora d'alta moda. Té quatre germans: Mariana, Fernando, Adriana i Karina.
Actualment Claudia viu a la ciutat de Buenos Aires (Argentina). Es va casar amb l'empresari argentí Leonel Delménico el 24 d'abril de 2009 a Buenos Aires i el 5 de juny de 2009 a Montevideo. El 6 de novembre del mateix any, Claudia va donar a llum a la seva primera filla, anomenada Mía Elena. El 8 de desembre de 2013 va tenir un segon nadó, un noi anomenat Renzo.

## Carrera professional

### Model
Els seus inicis en el món de la moda van començar quan tenia 15 anys i un fotògraf la va descobrir caminant agafada del braç de la seva àvia. Va començar a treballar com a model per a María Raquel Bonifaccino i Carlos Cámara, poc després que la seva figura comencés a aparèixer a Canal 4 (Uruguai). També es troba entre els llibres de l'agència de models de Diego Ríos. Fernández va fer de model per a Caras a l'Argentina, Playboy a l'Argentina i Uruguai i Gente a Uruguai, entre d'altres.

### Teatre
Claudia va actuar a la comèdia teatral Cirugía para dos a Villa Carlos Paz des de finals del 2012. L'espectacle estava dirigit per l'actriu-còmica, supervedet i creadora comèdia Florencia de la V, i el ballarí, coreògraf i director de teatre, Aníbal Pachano, així com la vedet còmica, actriu i model Silvina Luna, la model Playboy Micaela Breque i els comediants Alejandro «Huevo» Muller, Matías Alé i Gladys Florimonte.
- 2009-2010: Fortuna - (actriu principal i vedet) junt amb Ricardo Fort, Claudia Ciardone i Virginia Gallardo.
- 2010-2011: El gran show - (vedet secundària).
- 2010-2011: Furtuna 2 - (actriu principal i vedet).
- 2011: La Magia del Tupilán - (actriu) - (Uruguai).
- 2011-2012: Gemelas - (actriu principal) - (Uruguai), junt amb Gladys Florimonte.
- 2011-2012: Que Gauchita es mi Mucama - (actriu principal), al Teatre Astros (Buenos Aires).
- 2012: La Magia de Claudia - (Montevideo).
- 2012–present: Cirugía para Dos - (actriu de suport) - (Villa Carlos Paz).

### Televisió
- Animales sueltos: (Canal América - Argentina) - panelista.
- Garage: panelista.
- Bendita TV: Diumenge, 21:30 h (Canal 10 - Uruguai) - hostessa.
- Jungla mágica: Diumenge, 11 h (Canal 10 - Uruguai) - hostessa.
- La Magia de Claudia: Dissabte, 11 h (Canal 10 - Uruguai) - hostessa / animadora.
- La Pelu: Dilluns a dijous, 12 h (Telefé - Argentina / Canal 4 - Uruguai) - actriu de suport.
- AM: Dilluns a dijous, 10 h (Telefé - Argentina).
- Got Talent Uruguay (Canal 10) - jutgessa.

### Bailando por un Sueño2007
El 2007, Fernández va entrar a la quarta temporada de Bailando por un Sueño, amb Maximiliano D'Iorio com a substituta de l'actriu, vedet i còmica argentina Iliana Calabró, a la ronda de reentrada. Va ser eliminada a la 22a ronda.

### Bailando por un Sueño2008
Claudia Fernández va participar en la cinquena temporada de Bailando por un Sueño amb Julian Carvajal, com a substituta de la vedet i model argentina Eliana Guercio a la ronda de reentrada. Va ser eliminada a la 26a ronda, havent ballat només 2 rondes.